# La Garçonne (téléfilm)
Pour les articles homonymes, voir Garçonne.
La Garçonne est un téléfilm français en deux parties réalisé par Étienne Périer diffusé le 21 septembre 1988 sur A2.

## Fiche technique
- Réalisateur : Étienne Périer
- Scénario : Dominique Fabre, d'après le roman éponyme de Victor Margueritte
- Directeur de la photographie : Jean Charvein
- Musique originale : Claude Bolling
- Son : Jean-Michel Chauvet
- genre : comédie dramatique
- Durée : inconnue
- Dates de diffusion :
  - 21 septembre 1988 sur A2 (première partie)
  - 28 septembre 1988 (deuxième partie)

## Distribution
- Marie Trintignant : Monique
- Louise Lemoine Torrès : Marie
- Daniel Mesguich : Lucien
- Maxime Leroux : Régis
- Nadine Alari : Nadine
- Françoise Arnoul : Mme Lerbier
- Philippe Étesse : Blanchet
- Anne Macina : Annita
- Roland Bertin : M. Lerbier
- Raymond Pellegrin : Dumas
- Andréa Ferréol : Claire
- Philippe Nicaud : Madral
- Michael Denard : Peer
- Évelyne Dandry : Judith
- Jean-Pierre Kalfon : Marly
- Jean-Marc Loubier : l'ivrogne
- Christian Rauth : l'amant
- Françoise Goussard : secrétaire de Monique